# Betty Shannon
Betty Shannon (Nueva York, 14 de abril de 1922 – Lexington, 1 de mayo de 2017), nacida Mary Elizabeth Moore, fue una matemática estadounidense. Fue colaboradora de investigación de su marido, el matemático Claude Shannon, ayudándole a desarrollar uno de sus principales hitos: la teoría matemática de la comunicación.

## Trayectoria
Fue hija de Vilma Ujlaky Moore y James E. Moore. Sobresalió académicamente en la escuela secundaria lo que le ayudó a conseguir una beca completa para estudiar en el New Jersey College for Women (actualmente Rutgers' Douglass College, que forma parte de la Universidad Rutgers), y donde se graduó de Phi Beta Kappa con un título en matemáticas.
Después de graduarse, comenzó a trabajar en los Laboratorios Bell en Manhattan como calculadora humana, con otras mujeres a las que se les encargaban los cálculos matemáticos requeridos por los ingenieros, y donde apoyó la investigación sobre microondas y luego sobre el radar. Fue ascendida a Asistente Técnica en Bell, y colaboró en varios proyectos, incluyendo un Memorándum Técnico titulado "Composing Music by a Stochastic Process" (composición de música mediante un proceso estocástico), descrito como un logro "excepcional" en una época en la que era un "logro significativo e inusual para una mujer poner su nombre en un informe de investigación".
Hizo gran parte del cableado del “Theseus” Maze-Solving Mouse, llamado Teseo por el héroe mitológico griego. Este experimento, creado en 1950, fue pionero en inteligencia artificial: un ratón magnético, controlado por un circuito de relé electromecánico, le permitía moverse por un laberinto flexible de 25 cuadrados y estaba diseñado para buscar por los pasillos hasta encontrar el objetivo, utilizando su experiencia previa. También, durante un viaje a Las Vegas, Shannon ayudó a probar un dispositivo diseñado para ganar a la casa en la ruleta, considerado por muchos como el primer ordenador portátil.
Mientras estaba en Bell Labs, conoció al también matemático Claude Shannon. Con un perfil tímido y retraído, al parecer Claude "no tenía mucha paciencia con la gente que no era tan inteligente como él" y los dos se llevaban bien. En 1948, le pidió una cita a Betty y terminaron cenando juntos cada noche. Se casaron en 1949.
En 1951, Shannon dejó su trabajo en Bell para formar una familia y la pareja tuvo tres hijos, Robert James, Andrew y Margarita, y se instalaron en Winchester, Massachusetts. Se convirtió en una ávida tejedora y fue miembro del Gremio de Tejedores de Boston, fue Decana del Gremio de 1976 a 1978 y recibió el Premio al Logro Distinguido del Gremio. Trabajó estrechamente con el Handweavers Guild of America durante muchos años y recibió una membresía honorífica vitalicia en 1996. Fue miembro de los Cross Country Weavers y de los Wednesday Weavers.
En los años 70, Shannon fue una de las primeras exploradoras del tejido manual computarizado, aunque al final se dio cuenta de que prefería seguir con su afición con un enfoque menos tecnológico. En sus últimos años, desarrolló un gran interés por la genealogía y nunca perdió su amor por las matemáticas.